# ۱۲۱۹ (میلادی)
۱۲۱۹ (میلادی) هزار و دویست و نوزدهمین سال تقویم میلادی است.

## درگذشتگان
- ۱۳ فوریه – میناموتو نو سانه‌تومو، شاعر ژاپنی (ز. ۱۱۹۲)